# Атенор
Атенор (порт. Atenor, мирандск. Atanor)  —  бывший район (фрегезия) в Португалии,  входил в округ Браганса. Являлся составной частью муниципалитета  Миранда-ду-Дору. По старому административному делению входил в провинцию Траз-уж-Монтиш и Алту-Дору. Входил в экономико-статистический  субрегион Алту-Траз-уш-Монтеш, который входит в Северный регион. Население составляло 172 человека на 2001 год. Занимал площадь 23,11 км².
Покровителем района считается Дева Мария (порт. Nossa Senhora da Purificação).
При реорганизации 2012-2013 годов был упразднён. Путём объединения с районом Сендин был образован район Сендин и Атенор.